# 蒂米·扎伊茨
蒂米·扎伊茨（2000年4月26日—），斯洛文尼亚男子跳台滑雪运动员。他曾代表斯洛文尼亚参加2018年和2022年冬季奥林匹克运动会跳台滑雪比赛，获得一枚金牌和一枚银牌。